# Мечеть Кючук Хасан
Мечеть Кючук Хасан (греч. Τζαμί του Κιουτσούκ Χασάν) или Мечеть Янычаров (Γιαλί Τζαμί) — мечеть в Греции в городе Ханья на Крите.
Расположена на берегу венецианской гавани. Одна из немногих сохранившихся мечетей Ханьи. Является символом исламского искусства эпохи Возрождения в Ханье, датируется второй половиной XVII века. Построена в честь первого командира гарнизона Ханья, Кючук Хасана.
Мечеть представляет собой кубическое здание, покрытое большим полусферическим куполом без барабана на четырех каменных арках. С западной и северной стороны расположены шесть малых куполов без барабанов. Мечеть Кючук Хасан была спроектирована и построена армянским архитектором, построившим другую аналогичную мечеть для деревни Спаньякос (Σπανιάκος) в общине (диме) Канданос — Селино. Минарет не сохранился, разрушен в начале XX века.
Мечеть, во дворе которой росли пальмы и располагались могилы пашей и янычаров (откуда происходит второе название мечети), прекратила работу в 1923 году в связи с изгнанием турецкого населения из Крита в ходе греко-турецкого обмена населением.
Была складом, археологическим музеем, информационным центром туристической организации ЕОТ. Сейчас используется для проведения выставок и различных мероприятий.